# Bryopsida
Las briòpsidas (Bryopsida) son la clase principal de musgos, sumando el 95% de todas las especies actuales de musgos. Estos musgos tienen cápsulas que son arthrodontos, con "dientes" separados y articulados.

## Gametófito
Gametófito siempre folioso. Rizoides pluricelulares. Filidios dispuestos helicoidalmente, en tres filas, con un nervio central y forma lanceolada (en las hepáticas se insertan dos filas lateralmente y una tercera detrás). Sin cuerpos oleíferos
Puede tener diferentes formas:
Acrocárpico. Crecen de forma perpendicular al suelo; es un crecimiento ortótropo. El arquegonio se desarrolla en el ápice del gametófito. El esporófito se va a desarrollar en el ápice del gametófito.
Pleurocárpico. El gametófito, casi siempre, está postrado o tumbado. Crecen paralelos al sustrato. Los arquegonios se desarrollan en ramitas perpendiculares al caulidio.

## Esporófito
Esporófito con pie, seta y cápsula. Cápsula con columela. Seta principio. Sin eláteres. Cápsula con estomas, cloroplastos y sistema conductor.
	Al principio la cápsula está recubierta por restos del arquegonio (n), denominado caliptra. A veces se produce un ensanchamiento en la base de la cápsula denominada apófisis. La cápsula presenta una columela que está rodeada por el arquegonio (tejido fértil que va a dar esporas). Se abre mediante el opérculo y quedan al descubierto unos dientes (una o dos filas) llamados Peristoma. La función es liberar a las esporas.

## Ciclo
Las briópsidas tienen un ciclo digenético.
	Se origina el protonema que es una estructura pluricelular sobre la cual se desarrollan unas yemas (estructuras parenquimáticas). Se desarrolla el gametófito, dando lugar al organismo (n). En el ápice se van a desarrollar los anteridios. Dentro de estos se encuentra el tejido espermatógeno que da lugar a las esporas. Sobre el gametófito femenino, en el ápice, se desarrolla el arquegonio. Mediante gotas de lluvia son arrastrados los espermatozoides hasta que alcanzan los gametófitos femeninos y comienzan a nadar atraídos por sustancias químicas hasta que alcanzan la ovocélula. Se produce la fecundación (oogamia) dando lugar al cigoto (2n) que comienza a dividirse dentro del arquegonio formando el embrión. Se origina el esporófito por desarrollo del embrión, formándose el esporangio. Al crecer el arquegonio se rompe y la parte superior de este se queda encima del esporangio formando la calipta que se cae cuando el esporófito madura dejando el esporangio al descubierto. Se produce una meiosis dando lugar a las esporas meióticas.

## Filogenia
Las relaciones filogenéticas entre los grupos son las siguientes:
|  | Timmiidae                                              |
|  |                                                        |
|  | \| \| Dicranidae \| \| \| \| \| \| Bryidae \| \| \| \| |
|  |                                                        |
|  | Dicranidae                                             |
|  |                                                        |
|  | Bryidae                                                |
|  |                                                        |

|  | Dicranidae |
|  |            |
|  | Bryidae    |
|  |            |

|  | Timmiidae                                              |
|  |                                                        |
|  | \| \| Dicranidae \| \| \| \| \| \| Bryidae \| \| \| \| |
|  |                                                        |
|  | Dicranidae                                             |
|  |                                                        |
|  | Bryidae                                                |
|  |                                                        |

|  | Dicranidae |
|  |            |
|  | Bryidae    |
|  |            |

|  | Timmiidae                                              |
|  |                                                        |
|  | \| \| Dicranidae \| \| \| \| \| \| Bryidae \| \| \| \| |
|  |                                                        |
|  | Dicranidae                                             |
|  |                                                        |
|  | Bryidae                                                |
|  |                                                        |

|  | Dicranidae |
|  |            |
|  | Bryidae    |
|  |            |

|  | Timmiidae                                              |
|  |                                                        |
|  | \| \| Dicranidae \| \| \| \| \| \| Bryidae \| \| \| \| |
|  |                                                        |
|  | Dicranidae                                             |
|  |                                                        |
|  | Bryidae                                                |
|  |                                                        |

|  | Dicranidae |
|  |            |
|  | Bryidae    |
|  |            |

|  | Timmiidae                                              |
|  |                                                        |
|  | \| \| Dicranidae \| \| \| \| \| \| Bryidae \| \| \| \| |
|  |                                                        |
|  | Dicranidae                                             |
|  |                                                        |
|  | Bryidae                                                |
|  |                                                        |

|  | Dicranidae |
|  |            |
|  | Bryidae    |
|  |            |

|  | Timmiidae                                              |
|  |                                                        |
|  | \| \| Dicranidae \| \| \| \| \| \| Bryidae \| \| \| \| |
|  |                                                        |
|  | Dicranidae                                             |
|  |                                                        |
|  | Bryidae                                                |
|  |                                                        |

|  | Dicranidae |
|  |            |
|  | Bryidae    |
|  |            |

|  | Timmiidae                                              |
|  |                                                        |
|  | \| \| Dicranidae \| \| \| \| \| \| Bryidae \| \| \| \| |
|  |                                                        |
|  | Dicranidae                                             |
|  |                                                        |
|  | Bryidae                                                |
|  |                                                        |

|  | Dicranidae |
|  |            |
|  | Bryidae    |
|  |            |

|  | Timmiidae                                              |
|  |                                                        |
|  | \| \| Dicranidae \| \| \| \| \| \| Bryidae \| \| \| \| |
|  |                                                        |
|  | Dicranidae                                             |
|  |                                                        |
|  | Bryidae                                                |
|  |                                                        |

|  | Dicranidae |
|  |            |
|  | Bryidae    |
|  |            |